# Björn Lind
Björn Johan Lind (Ljusterö, 22 de marzo de 1978) es un deportista sueco que compitió en esquí de fondo. 
Participó en tres Juegos Olímpicos de Invierno, entre los años 2002 y 2010, obteniendo dos medallas de oro en Turín 2006, en las pruebas de velocidad individual y por equipo (junto con Thobias Fredriksson), y el cuarto lugar en Salt Lake City 2002, en velocidad individual.

## Palmarés internacional
| Juegos Olímpicos | Juegos Olímpicos | Juegos Olímpicos | Juegos Olímpicos     |
| Año              | Lugar            | Medalla          | Prueba               |
| ---------------- | ---------------- | ---------------- | -------------------- |
| 2006             | Turín (Italia)   | Medalla de oro   | Velocidad individual |
| 2006             | Turín (Italia)   | Medalla de oro   | Velocidad por equipo |